# Flaggoffizier

Flagge eines Flottillenadmirals der Deutschen Marine

Ein Flaggoffizier ist ein zur Führung einer eigenen Rangflagge berechtigter Marineoffizier in einem höheren Dienstgrad als Kapitän zur See, also in einem Admiralsrang oder als Kommodore. Abweichend davon gehört zum Beispiel in der britischen Royal Navy der Commodore nicht zu den Flaggoffizieren.

## Grundsätzliches
Der Begriff „Flaggoffizier“ wird – sprachlich angepasst – in vielen Marinen gebraucht, insbesondere im englischen Sprachraum. Die Bezeichnung leitet sich davon ab, dass Flaggoffiziere auf bestimmten Dienstposten häufig als Kommandozeichen eine eigene Flagge führen. Auf Schiffen wird sie anstelle des Kommandantenwimpels gesetzt, wenn der Flaggoffizier als Vorgesetzter eingeschifft ist. Das so gekennzeichnete Schiff wird dann häufig als Flaggschiff bezeichnet; von einem Schiff führt ein Flaggoffizier einen Kriegsschiffverband jedoch nur ausnahmsweise. Flaggoffiziere, die an Land Kommandofunktionen ausüben, führen die Flagge häufig vor oder auf dem Dienstgebäude.

## Deutsche Marine
In der Marine werden marineuniformtragende Offiziere der Dienstgradgruppe der Generale auch als Flaggoffiziere bezeichnet, da sie in vielen Dienststellungen zum Führen einer eigenen Kommandoflagge berechtigt sind. Damit werden unter dem Begriff Flaggoffizier alle Offiziere in den Dienstgraden Flottillenadmiral, Konteradmiral, Vizeadmiral und Admiral (und entsprechende Sanitätsoffizierdienstgrade für Marineuniformträger) zusammengefasst (NATO-Rangcode OF-6 bis OF-9).

## Andere Streitkräfte

### Britische Streitkräfte
In der Royal Navy des Vereinigten Königreichs gibt es eine in den Regularien festgeschriebene Unterscheidung zwischen „flag officers“ (Flaggoffiziere) und „officers of flag rank“ (Offiziere mit Flaggrang). Während unter letztere Gruppe alle Offiziere des Dienstgrads Rear Admiral (NATO-Rangcode OF-7) und darüber fallen, werden als Flaggoffiziere im engeren Sinne nur die Offiziere bezeichnet, die mindestens den Dienstgrad Rear Admiral haben, aktiv ein Kommando innehaben und vom britischen Verteidigungsministerium autorisiert worden sind, eine Flagge zu führen. Diese Gruppe ist signifikant kleiner als die Gruppe aller Offiziere mit Flaggrang.

### US-Streitkräfte
Für die Streitkräfte der Vereinigten Staaten ist der Begriff „flag officer“ gesetzlich definiert. Laut 10 U.S. Code § 101 (b) (5) können damit alle Offiziere von US Navy und US Coast Guard bezeichnet werden, die die Dienstgrade Admiral, Vice Admiral, Rear Admiral oder Rear Admiral (lower half) führen, praktisch also alle Offiziere ab NATO-Rangcode OF-6.
Historisch gab es nach Gründung der Vereinigten Staaten von Amerika in deren Marine ab 1775 zunächst keinen Dienstgrad über dem des Captain (einem Kapitän zur See entsprechend). Erst 1857 wurde vom US-Kongress provisorisch der Dienstgrad Flag Officer eingeführt. 1862 wurde dieser durch die neuen Dienstgrade Commodore (dem britischen Commodore entsprechend) und Rear Admiral ersetzt, die nun die später wie oben ausgeführt erweiterte Dienstgradgruppe der flag officers begründeten.